# 張秀禎
張秀禎，中華民國外交官、政府官員。畢業於臺灣省立彰化女子高級中學、國立政治大學政治學系學士班、喬治亞州立大學政治研究所國際關係碩士班，行政院新聞局選送南加州大学2007年暑期公眾外交高階訓練班結業。曾任僑務委員會委員長秘書、行政院新聞局駐舊金山新聞處一等秘書、新聞局長室機要秘書、新聞局國際新聞處科長，新聞局於2012年5月拆分改組後轉往外交部工作，擔任駐舊金山臺北經濟文化辦事處副參事、公眾外交協調會副參事回部辦事，2016年9月借調至行政院擔任首任副發言人，其後回任外交部擔任非政府組織國際事務會副執行長、駐芬蘭臺北代表處公使銜代表等職務，現任外交部國際傳播司長。